# クリスペイン・ファン・デン・ブルーク
クリスペイン・ファン・デン・ブルーク（Chrispijn van den Broeck、1523年又は1524年生まれ、1591年又は1592年に没）は、フランドル地域の画家、版画家である 。

## 略歴
アントウェルペンとブリュッセルの中間に位置するメヘレンで生まれた。父親のヤン・ファン・デン・ブルークは画家であった。同時代のメヘレン出身の画家のヘンドリク・ファン・デン・ブルーク(Hendrick van den Broeck)と彫刻家になったウィレム・ファン・デン・ブルーク(Willem van den Broeck)の兄弟とは親類であったと推定されている。この一族はオランダ語の姓の意味をラテン語にして「Paludanus」と名乗ることもあった。
父親やアントウェルペンで大きな工房を開いていたフランス・フロリスの弟子であったと考えられている。1555年か1556年にアントウェルペンの聖ルカ組合に登録された。1570年にフランス・フロリスが亡くなるまでフロリスの工房で働いた。画家の伝記の作者カレル・ファン・マンデルによればフランス・プルビュス(1545-1581)とファン・デン・ブルークはフロリスが亡くなった時、未完であった祭壇画を完成させたとしている。
1566年からアントウェルペンの出版業者、クリストフ・プランタンの出版する書籍の挿絵の版画を制作した。スペインの人文主義者のベニート・アリアス・モンターノ(Benito Arias Montano)の著書などに挿絵を描いた。バイエルン公妃アンナ・フォン・エスターライヒやアンジュー公フランソワのアントウェルペン訪問時の歓迎の装飾の仕事もした。1585年から1588年の間は、ミデルブルフで働いた。カレル・ファン・マンデルはファン・デン・ブルークが発明家や建築家としても有能であったと伝えている。
アントウェルペンで亡くなった。娘のバルバラ・ファン・デン・ブルーク(Barbara van den Broeck:1560-?)を弟子にしていた。

## 作品

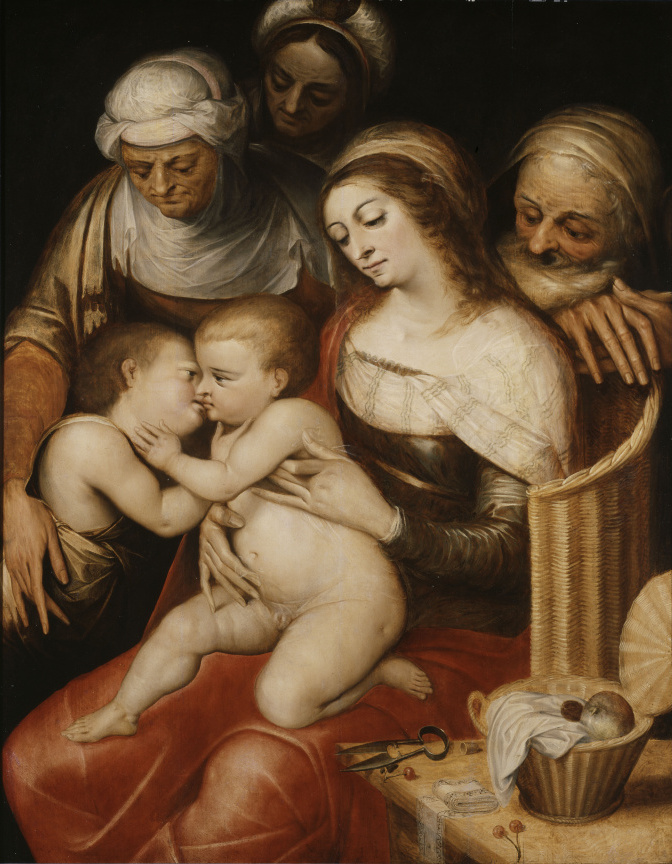
聖アンナ、聖エリザベス、洗礼者ヨハネと聖家族
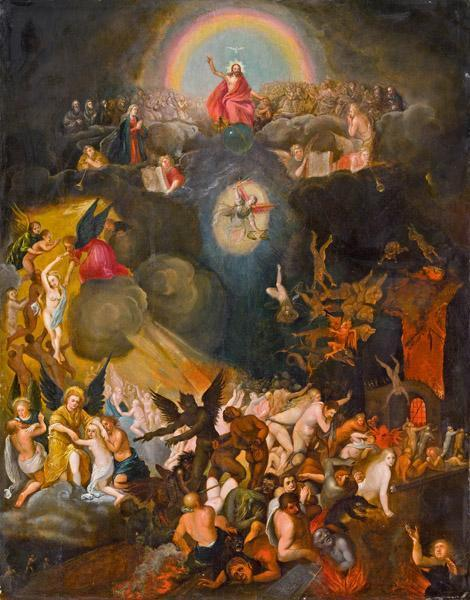
最後の審判
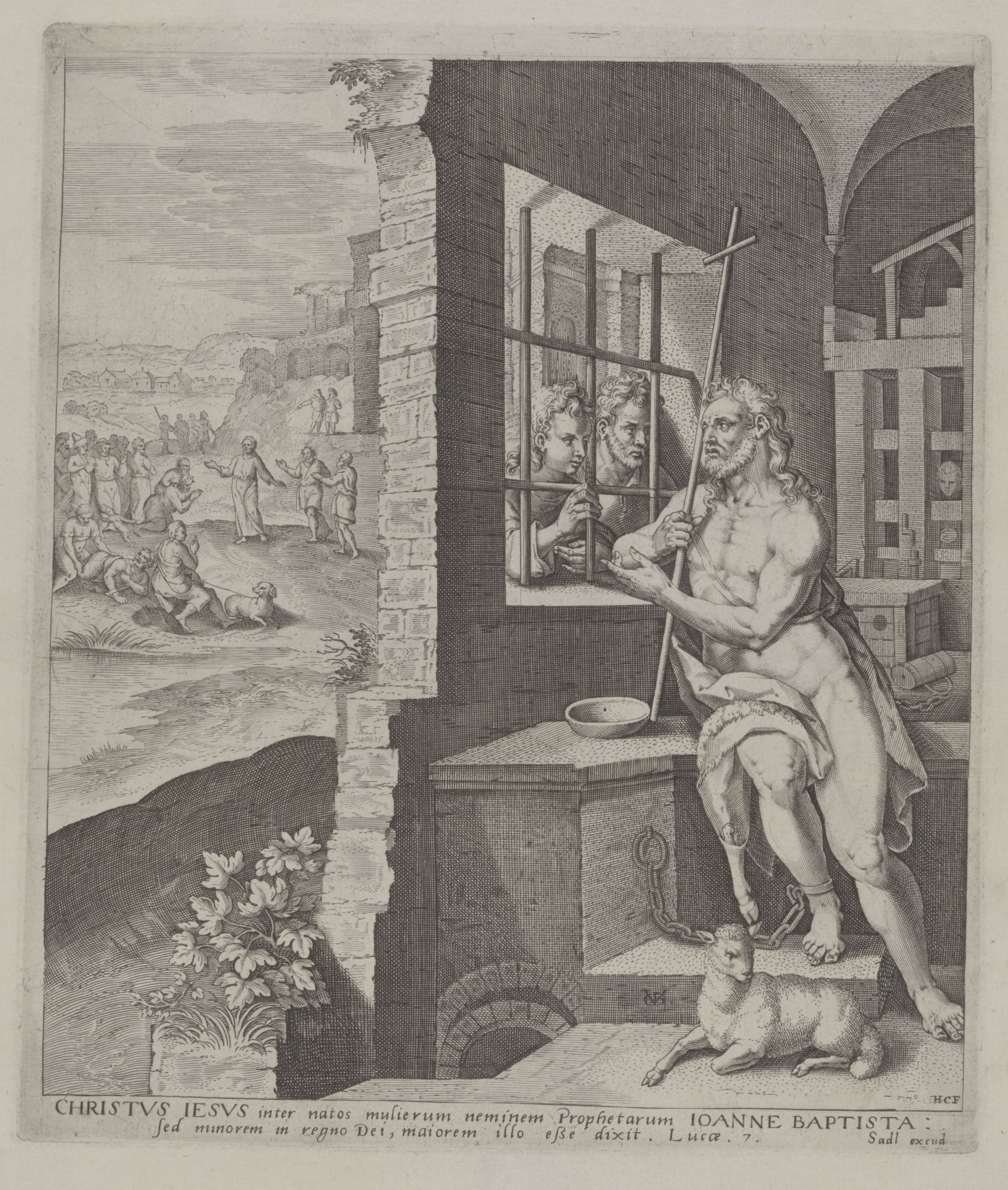
版画作品、洗礼者ヨハネ
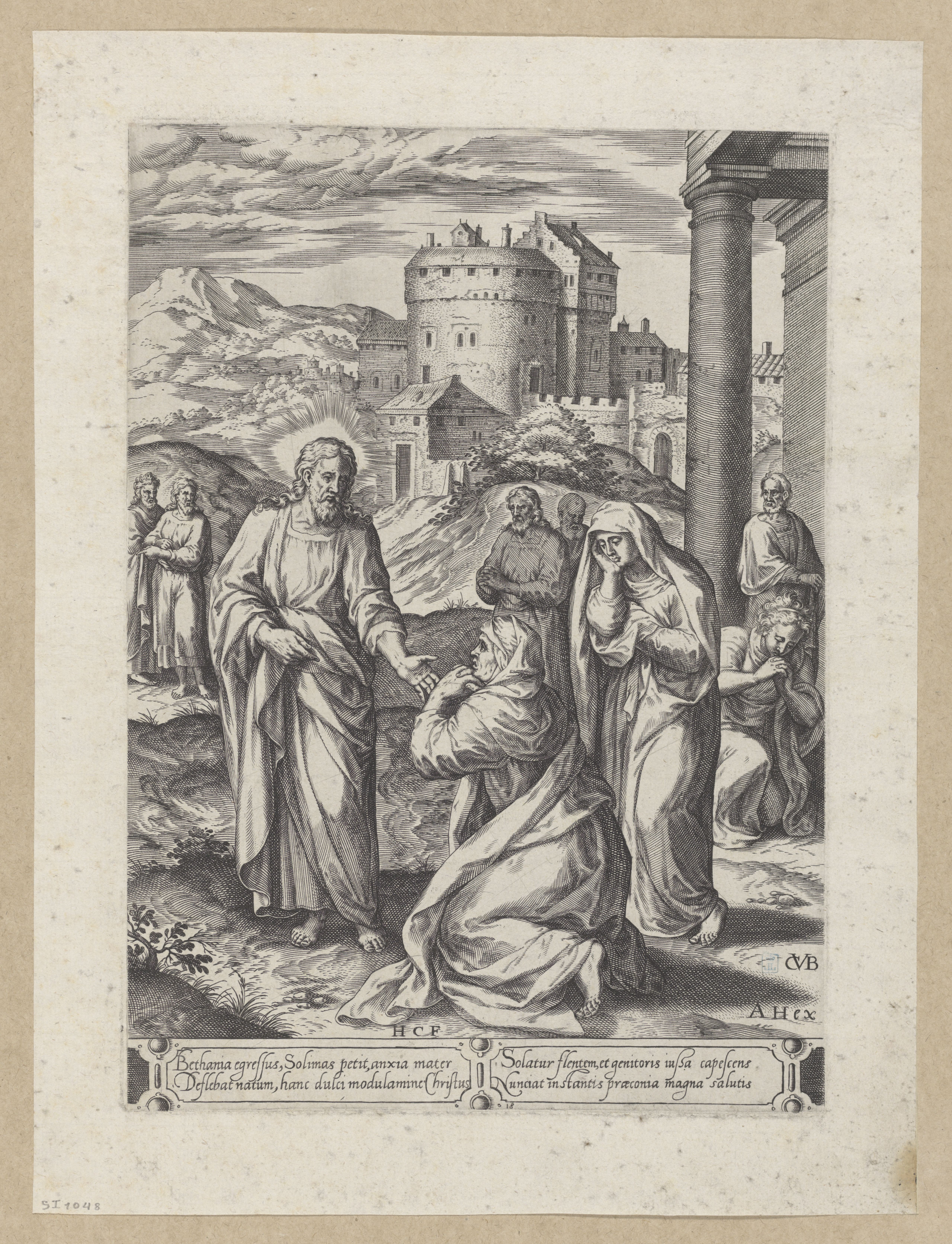
版画作品

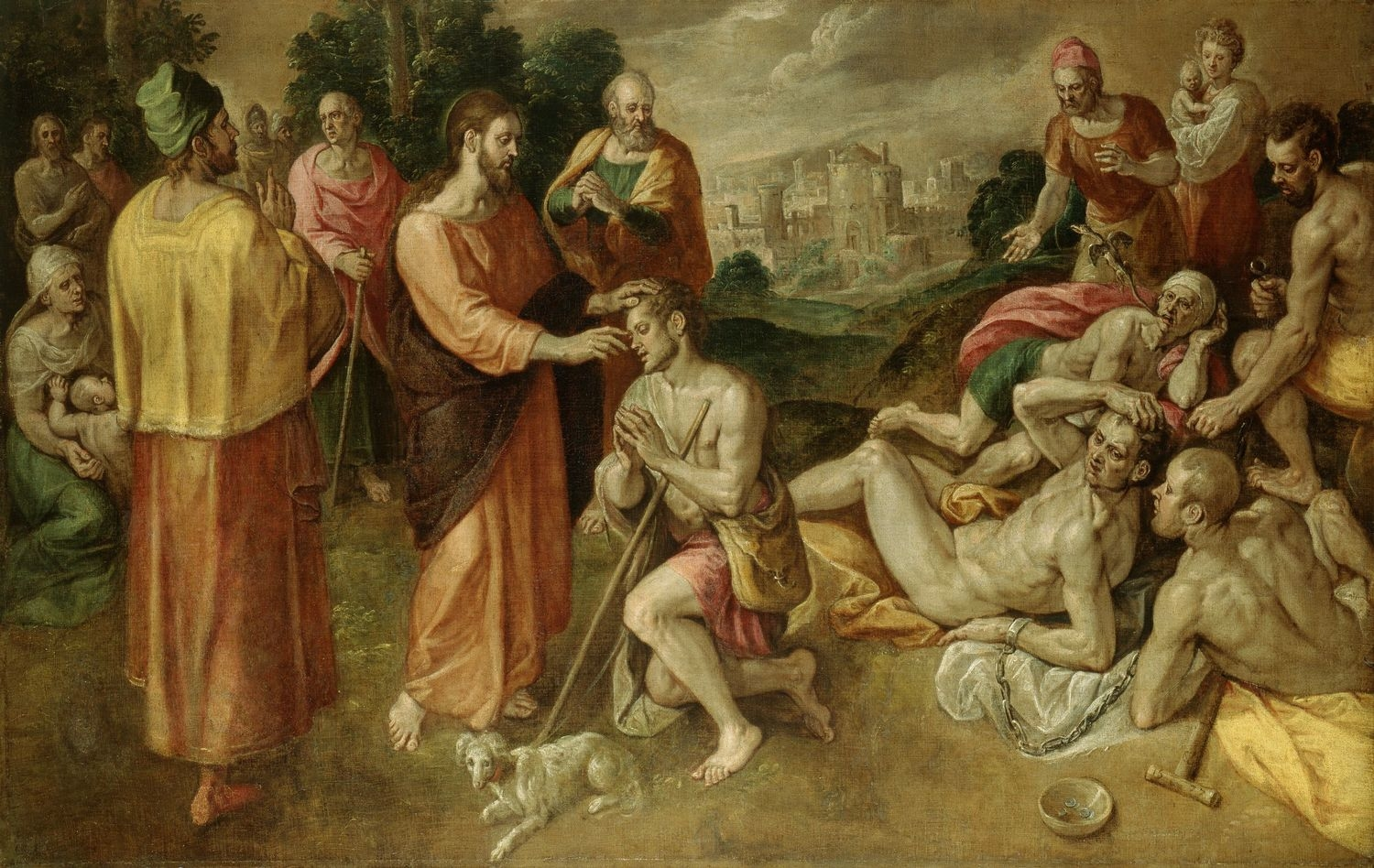
病者を癒すキリスト(1577) ロイヤル・コレクション
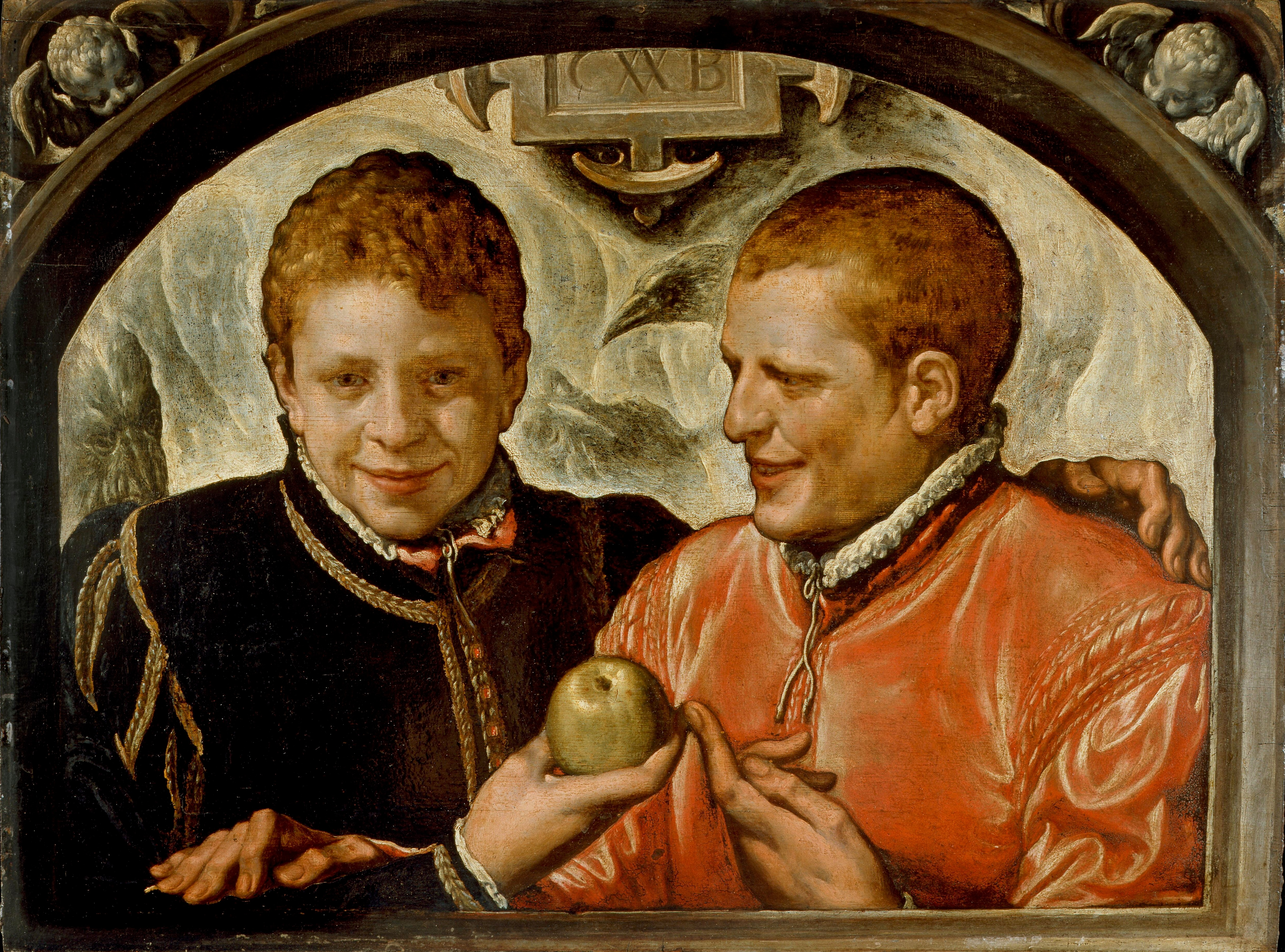
2人の若い男 フィッツウィリアム美術館
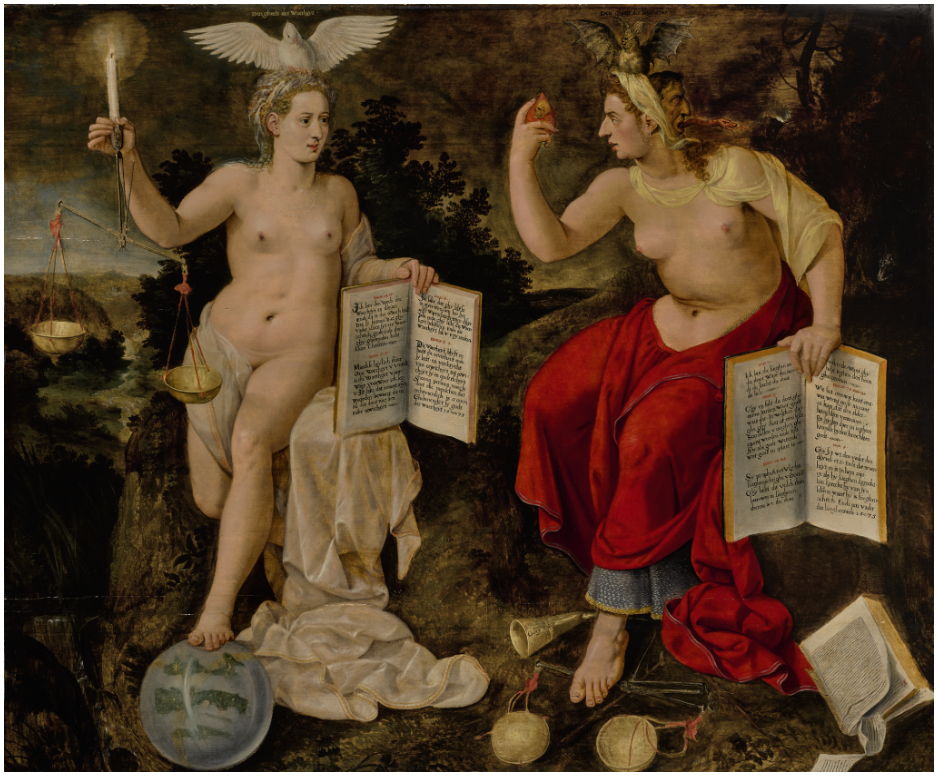
真実と欺瞞の寓意